# Ròchafòrt de Samson
Rochefort-Samson és un municipi francès situat al departament de la Droma i a la regió d'Alvèrnia-Roine-Alps. L'any 2007 tenia 930 habitants.

## Demografia

### Població
El 2007 la població de fet de Rochefort-Samson era de 930 persones. Hi havia 344 famílies de les quals 64 eren unipersonals (36 homes vivint sols i 28 dones vivint soles), 120 parelles sense fills, 140 parelles amb fills i 20 famílies monoparentals amb fills.
La població ha evolucionat segons el següent gràfic:
Habitants censats

### Habitatges
El 2007 hi havia 399 habitatges, 357 eren l'habitatge principal de la família, 22 eren segones residències i 20 estaven desocupats. 374 eren cases i 23 eren apartaments. Dels 357 habitatges principals, 288 estaven ocupats pels seus propietaris, 59 estaven llogats i ocupats pels llogaters i 10 estaven cedits a títol gratuït; 3 tenien una cambra, 5 en tenien dues, 55 en tenien tres, 90 en tenien quatre i 204 en tenien cinc o més. 295 habitatges disposaven pel capbaix d'una plaça de pàrquing. A 131 habitatges hi havia un automòbil i a 214 n'hi havia dos o més.

### Piràmide de població
La piràmide de població per edats i sexe el 2009 era:
| Homes | Edats   | Dones |
| ----- | ------- | ----- |
| 0     | 95 o +  | 0     |
| 0     | 90 a 94 | 0     |
| 4     | 85 a 89 | 0     |
| 8     | 80 a 84 | 0     |
| 0     | 75 a 79 | 4     |
| 8     | 70 a 74 | 12    |
| 16    | 65 a 69 | 20    |
| 20    | 60 a 64 | 16    |
| 12    | 55 a 59 | 16    |
| 32    | 50 a 54 | 32    |
| 16    | 45 a 49 | 12    |
| 64    | 40 a 44 | 36    |
| 28    | 35 a 39 | 36    |
| 24    | 30 a 34 | 36    |
| 28    | 25 a 29 | 24    |
| 20    | 20 a 24 | 8     |
| 20    | 15 a 19 | 32    |
| 12    | 10 a 14 | 16    |
| 20    | 5 a 9   | 44    |
| 16    | 0 a 4   | 36    |

## Economia
El 2007 la població en edat de treballar era de 631 persones, 479 eren actives i 152 eren inactives. De les 479 persones actives 455 estaven ocupades (244 homes i 211 dones) i 24 estaven aturades (9 homes i 15 dones). De les 152 persones inactives 61 estaven jubilades, 49 estaven estudiant i 42 estaven classificades com a «altres inactius».

### Ingressos
El 2009 a Rochefort-Samson hi havia 369 unitats fiscals que integraven 981,5 persones, la mediana anual d'ingressos fiscals per persona era de 18.719 €.

### Activitats econòmiques
Dels 24 establiments que hi havia el 2007, 9 eren d'empreses de construcció, 3 d'empreses de comerç i reparació d'automòbils, 1 d'una empresa de transport, 2 d'empreses d'hostatgeria i restauració, 2 d'empreses immobiliàries, 6 d'empreses de serveis i 1 d'una entitat de l'administració pública.
Dels 14 establiments de servei als particulars que hi havia el 2009, 2 eren tallers de reparació d'automòbils i de material agrícola, 1 paleta, 2 guixaires pintors, 3 fusteries, 1 lampisteria, 1 electricista, 2 restaurants i 2 agències immobiliàries.
L'any 2000 a Rochefort-Samson hi havia 30 explotacions agrícoles que ocupaven un total de 840 hectàrees.

## Equipaments sanitaris i escolars
El 2009 hi havia 2 escoles elementals.

## Poblacions més properes
El següent diagrama mostra les poblacions més properes.